# Aegoceras
Aegoceras – rodzaj amonitów.
Żył w okresie jury (pliensbach).